# واسپور ملیکستیان
واسپور ملیکستیان (ارمنی: Վասպուր Մելիքսեթյան؛  زادهٔ ۲۲ فوریهٔ ۱۹۱۲ - درگذشته ۱۰ نوامبر ۱۹۷۷) تاریخ‌نگار اهل ارمنستان بود.

## زندگی‌نامه
وی در ۲۲ فوریهٔ ۱۹۱۲ در گرخانا به دنیا آمد . وی در موزه تاریخ ارمنستان و دانشگاه دولتی شیراک فعالیت می‌کرد. همچنین برندهٔ جوایزی همچون چهره فرهنگی شایسته ارمنستان شوروی شده‌است. وی در ۱۰ نوامبر ۱۹۷۷ در سن ۶۵ سالگی در ایروان درگذشت.